# Max Abramovitz
Pour les articles homonymes, voir Abramovitz.
Max Abramovitz, né le 23 mai 1908 à Chicago et décédé le 12 septembre 2004, est un architecte américain. Il travaillait pour l'agence Harrison, Abramovitz, & Abbe de New York.

## Biographie
Ses parents sont d'origine roumaine. Max Abramovitz se forme et commence sa carrière à Chicago. De 1941 à 1976, à New York, il s'associe avec Wallace K. Harrison avec qui il réalise ses plus grands projets post-modernistes au sein du cabinet Harrison, Abramovitz, & Abbe.
Pendant la deuxième guerre mondiale, il construit des pistes aéronautiques en Chine sous les commandements du général d'aviation Claire Lee Chennault.
En 1962, le Avery Fisher Hall au Lincoln Center ouvre ses portes. Au début bien accueilli, le bâtiment sera finalement critiqué pour ses faibles capacités acoustiques. Le cabinet Harrison, Abramovitz, & Abbe connait son apogée dans les années 1960 et emploie alors 200 personnes dans ses bureaux. Wallace K. Harrison se retire en 1979 de la firme, qui devient dès lors Abramovitz, Harris & Kingsland.
Il décède le 12 septembre 2004. Du 15 septembre au 11 décembre 2004, la première rétrospective majeure en son honneur est organisée par l'université Columbia.

## Réalisations
- Avery Fisher Hall au Lincoln Center, New York, 1962[1]
- Directeur de la planification, siège des Nations unies, New York
- Corning Glass Center, New York
- U.S. Steel Tower (aka USX Tower), Pittsburgh[3]
- Tour GAN, La Défense (Courbevoie)
- Assembly Hall (Champaign)
- L'ambassade des États-Unis à Cuba, avec Wallace Harrison (1953)
- Le quartier général de la CIA à Langley[1]
- Mobil Building, New York[1]
- Corning Glass building, New York[1]
- Time-Life Building (New York)[1]
- Exxon Building et Celanese Building, New York[1]
- McGraw-Hill Building, New York[2]

Ses travaux écrits sont hébergés à l'Avery Architectural and Fine Arts Library (Morningside Heights) de l'université Columbia.

## Prix et récompenses
- Legion of Merit[1]

## Vie privée
Max Abramovitz a deux enfants : Michael et Katherine.